# 강진경찰서
강진경찰서(康津警察署, Gangjin Police Staition)는 전라남도경찰청이 관할하는 경찰서 중 하나이다. 전라남도 강진군 강진읍 탐진로119(남성리 106)에 위치하고 있다.
서장은 총경으로 보한다.

## 관할 지구대 및 파출소
강진경찰서는 7개의 파출소를 산하에 두고 있다.
| 명칭       | 사진 | 주소               | 관할구역               | 치안센터                  |
| ---------- | ---- | ------------------ | ---------------------- | ------------------------- |
| 도암파출소 |      | 도암면 중앙로 51-1 | 도암면, 신전면         | 신전치안센터              |
| 마량파출소 |      | 마량면 마량3길 5   | 마량면, 대구면         | 대구치안센터              |
| 칠량파출소 |      | 칠량면 칠량로 72   | 칠량면                 |                           |
| 성전파출소 |      | 성전면 별뫼로 380  | 성전면                 |                           |
| 작천파출소 |      | 작천면 평리길 58   | 작천면, 옴천면, 병영면 | 옴천치안센터 병영치안센터 |
| 읍내파출소 |      | 강진읍 목리길 20   | 강진읍                 |                           |
| 군동파출소 |      | 군동면 진흥로 327  | 군동면                 |                           |